# Irak en los Juegos Olímpicos de Londres 2012
Irak estuvo representado en los Juegos Olímpicos de Londres 2012 por ocho deportistas, cinco hombres y tres mujeres, que compitieron en siete deportes.
La portadora de la bandera en la ceremonia de apertura fue la atleta Dana Abdulrazak. El equipo olímpico iraquí no obtuvo ninguna medalla en estos Juegos.